# Paix de Busza
La paix de Busza (en polonais : Pokój w Buszy), également connu sous le nom de traité de Busza (Traktat w Buszy), est un traité de paix conclu entre le grand hetman de la couronne de la République polono-lituanienne Stanisław Żółkiewski et le commandant militaire ottoman Iskender Pacha, le 23 septembre 1617, dans le village de Busza, en Podolie (aujourd'hui en Ukraine, dans l'oblast de Vinnitsa).

## Contexte et conditions du traité
Lorsqu'elle se rencontrent près du Dniestr le 23 septembre 1617, les armées polonaise et ottomane décident de négocier plutôt que de se battre. Il en ressort un traité de paix, par lequel la république des Deux Nations accepte de céder la forteresse de Khotyn aux Ottomans et de cesser de s'ingérer dans les affaires de la Moldavie. En échange, l'Empire ottoman promet de mettre fin aux raids tatars.

## Conséquences
Le traité a été violé par les deux parties, les cosaques comme les Tatars de Crimée et de Perekop poursuivant leurs raids. Il en découla une nouvelle guerre, mais le statu quo est finalement confirmé par le traité de Khotyn de 1621.